# 龙山石窟造像
龙山石窟造像是位于中国山东省东平县东平街道牌子村北的一处佛教高浮雕造像。该造像位于龙山南坡的移除悬崖上，高3.6米，身着袈裟，似乎并未完工。地方志并未记载其修建年代，根据造像风格推断应为唐代造像，佛像手中托有圆珠，最可能为药师琉璃光佛。造像两侧还有碑文，但因风化无法阅读。石窟外侧有明代的石墙，门上嵌有明超嘉靖年间的题额刻石，上书“饭王太子殿”。该造像于1985年列入东平县首批县级文物保护单位，2006年12月31日列入泰安市第二批市级文物保护单位。

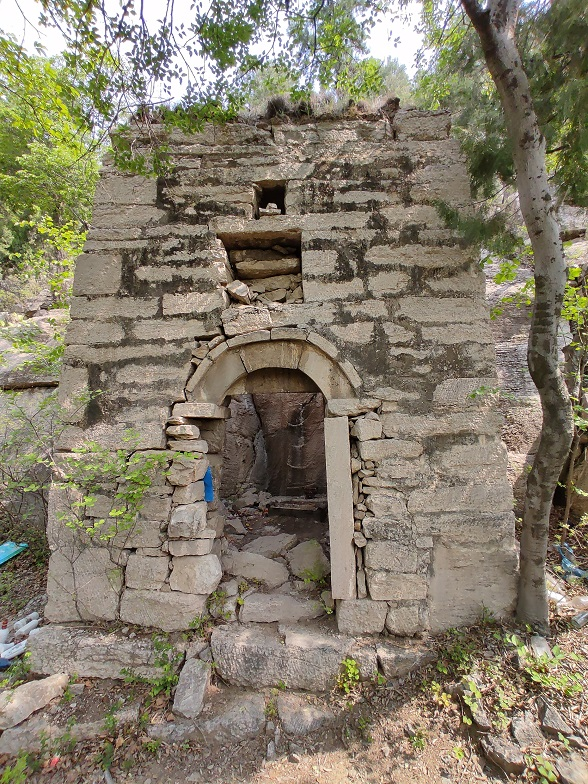
石窟外侧的明代石墙

龙山石窟造像附近有大云禅寺遗址、龙山书院遗址及龙山圣井等文物古迹。